# Jean-Claude Rossignol
Pour les articles homonymes, voir Rossignol (homonymie).
Jean-Claude Rossignol, né le 10 août 1945 à Grignols en Dordogne et mort le 24 novembre 2016 à Noailles en Corrèze, est un joueur français de rugby à XV, qui joue au poste de deuxième ligne et de troisième ligne centre. Il évolue notamment en club avec le CA Brive et le SC Tulle, et compte une sélection en équipe de France.

## Biographie
Formé à l'US Neuvic puis à l'AS Saint-Junien, Jean-Claude Rossignol rejoint le CA Brive en 1968. Il porte les couleurs du club briviste pendant huit saisons, durant lesquelles il dispute, sans succès, la finale du championnat de France à deux reprises, en 1972 et 1975 ; deuxième ligne ou troisième ligne centre de métier, il évolue par ailleurs au poste de pilier gauche pendant la finale de 1972.
Entre-temps, il connaît sa première et unique cape internationale avec l'équipe de France, le 25 juin 1972 contre l'Australie. Il est sélectionné avec le XV de France dans le cadre de la tournée de 1974 en Argentine, mais ne dispute aucune rencontre.
Il quitte le CAB en 1975 pour rejoindre un autre club du département, le SC Tulle. Il y dispute notamment un quart de finale en tant que capitaine, concédé contre le voisin briviste en 1980. À l'issue de six saisons, il retourne au CA Brive pour y terminer sa carrière, jusqu'en 1983.
Il meurt le 24 novembre 2016 d'un AVC.

## Carrière

### En club
- 1960-1963[réf. nécessaire] : US Neuvic
- 1963-1968[réf. nécessaire] : AS Saint-Junien
- 1968-1975 : CA Brive
- 1975-1981 : SC Tulle
- 1981-1983 : CA Brive
- 1985-1987[réf. nécessaire] : CA Périgueux[réf. nécessaire]
- 19??-19??[réf. nécessaire] : Objat[réf. nécessaire]
- 19??-19??[réf. nécessaire] : Larche[réf. nécessaire]
- 19??-19??[réf. nécessaire] : Seilhac[réf. nécessaire]

### En équipe nationale
Il a disputé un test match le 25 juin 1972 contre l'équipe d'Australie.

## Palmarès

### En club
- Championnat de France de première division :
  - Vice-champion (2) : 1972 et 1975.
- Challenge Yves du Manoir :
  - Finaliste (1) : 1974[réf. nécessaire].

### En équipe nationale
- Sélection en équipe nationale : 1